# Le Fils de Flicka
Le Fils de Flicka (Thunderhead, Son of Flicka) est un roman pour la jeunesse de Mary O'Hara, publié en 1943. 
C'est le second titre de la trilogie entamée par Mon amie Flicka (My Friend Flicka, 1941) et terminée par L'Herbe verte du Wyoming (Green Grass of Wyoming, 1946).

## Résumé
Ce second tome narre l'histoire de Thunderhead, un poulain né blanc, difforme, et très caractériel. Ken, qui a illégalement accouplé sa jument Flicka avec l'étalon de course d'un voisin, va tout faire pour préparer ce poulain à être un cheval de course. En grandissant, Thunderhead développe des qualités de vitesse, sans pour autant perdre son fort caractère. Ken le fait échapper à la castration et à la vente.
Thunderhead étant définitivement indomptable, Ken consent à s'en séparer et à le relâcher dans une vallée isolée. Il le laisse avec un troupeau de chevaux sauvages au terme d'une victoire en combat singulier contre l'Albinos, le plus redoutable des chevaux sauvages de la région.

## Adaptation au cinéma
- 1945 : Jupiter (Thunderhead, Son of Flicka), film américain de Louis King, avec Roddy McDowall.